# Riedwihr
 Riedwihr  (en alsacià Riedwihr) és un municipi francès, situat a la regió del Gran Est, al departament de l'Alt Rin. L'any 1999 tenia 382 habitants. Limita amb Jebsheim, Wickerschwihr, Holtzwihr i Colmar.

## Demografia
| 1962 | 1968 | 1975 | 1982 | 1990 | 1999 |
| ---- | ---- | ---- | ---- | ---- | ---- |
| 303  | 322  | 289  | 306  | 315  | 382  |

## Administració
| Període | Identitat         | Partit |
| ------- | ----------------- | ------ |
| -2001   | Francis Wurth     |        |
| 2001-   | Bernard Dirninger |        |